# シュトラールズント攻囲戦 (1715年)
シュトラールズント攻囲戦（独: Belagerung von Stralsund）は、大北方戦争中のポメラニア戦役における攻城戦である。それは1715年7月15日に始まり、同年12月23日にスウェーデン軍守備隊の降伏をもって終わった。

## 前史
1711年と1713年におけるシュトラールズント要塞の攻囲が失敗に終わった後、1715年の夏にプロイセンの元帥、アンハルト＝デッサウ侯レオポルト1世率いる25,000名の軍団がシュトラールズントへ進軍した。この軍団を構成していたのはデンマーク、ザクセン及びプロイセン各国の部隊である。包囲網の中央にはプロイセン軍、右翼にはザクセン軍、左翼にはデンマーク軍が展開した。プロイセン国王フリードリヒ・ヴィルヘルム1世とデンマーク国王フレゼリク4世も、それぞれの本営に入る。
アンハルト＝デッサウ侯レオポルト1世にとってシュトラールズント制圧の端緒には、ウーゼドム島とリューゲン島の占領が算段に含まれていた。その要塞は先の攻囲戦において、リューゲン島から継続的に物資の補給を受けていたのである。ウーゼドム島もまた、そこからリューゲン島へスウェーデン海軍が補給物資を運ぶことができたために重要であった。

## シュトラールズント要塞
シュトラールズント要塞は17世紀から18世紀にかけて、北ヨーロッパでも最大の要塞・防衛施設の一つであった。その司令官、カール・グスタフ・デューカー大将は1711年、攻囲を受ける要塞の砲台の下、フランケン門の付近に武装化・要塞化された陣地を構築していた。そして、そこに歩兵3個連隊を配したのである。また既存の要塞施設の前面に、角面堡、塁壁や稜堡を備える一貫した防衛線を構えた。これは西へは湿地まで、東へはシュトラールズントの浜辺まで伸びていた。同市周辺の地勢は、効果的な防衛に有利であった。数々の湿地と、冠水させた平野のおかげで小部隊が籠る個々の防衛施設は、防衛線の守備隊よりも抗戦の手段に恵まれていたのである。
攻囲戦の当初、町の守備隊の兵力はおよそ9,000名であった。そしてシュトレーゾウの戦いがスウェーデン軍の敗北に終わると、さらに2,000名が国王カール12世とともに要塞へ逃れて来た。

## 攻囲戦
シュトラールズント前面の攻囲軍はまず、ウーゼドム島を制圧した。同島を占領する任務は、ゲオルク・アブラハム・フォン・アルニム中将が遂行する。ザクセン＝プロイセン連合軍による陸上の攻撃は、海からデンマーク海軍の支援を受けた。ヴォルガストとヴォリンは、スウェーデン兵250名が守っていたスヴィーネミュンデ砦と同じく最初の襲撃で占領された。スヴィーネ河口にあるこの砦が陥落した後、カール12世は島を離れ、船でシュトラールズントへ移る。ただ西端のペーネミュンデ砦のみが頑強に抗戦した。8月21日、この砦に対する攻囲と突撃を経てウーゼドム島は最終的に連合軍が確保した。前回の攻囲戦と同様、充分な数の攻城砲が無かったので、包囲網に沿って塹壕が掘削される。スウェーデン軍の守備隊は絶えず出撃を繰り返し、この作業を妨害しようとした。しかし1715年10月19日、3,650名が携わった塹壕は完成した。
グライフスヴァルト湾の海戦に勝利した後の1715年9月末、デンマーク海軍はスウェーデン海軍をシュトラールズント要塞の港へ逼塞させることに成功した。これによって、シュテッティーンからアンクラムへ船で攻城砲を運び込めるようになる。続いて陸路を通じ、それらの砲は分散して配置に就けられた。その第一陣はザクセン軍の指揮下に入ってフランケン門へ向けられ、第二陣はデンマーク軍が構成する左翼に集中配備された。

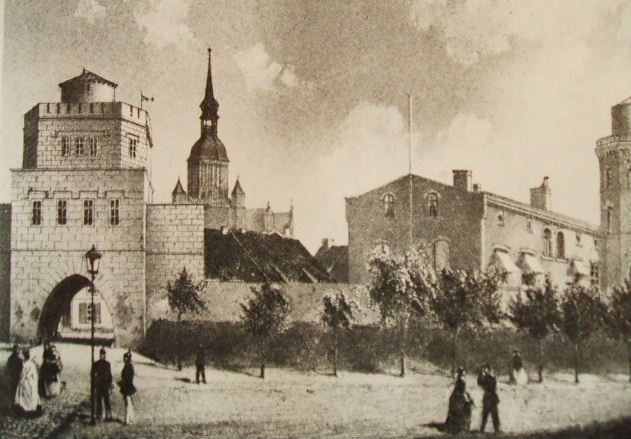
絵の左側にトリープゼー門が描かれている。（1855年頃）

1715年11月2日、大砲24門と臼砲12門によるトリープゼー門への砲撃が始まった。ヴァッカーバート伯爵大将率いるザクセン軍並びにプロイセン軍歩兵6,600名と騎兵2,200名が同年11月4日から5日にかけての夜、フランケン門の前面に展開するスウェーデン軍の3個連隊を攻撃することとなっていた。そこで包囲網は、シュトラールズントに直に接していたのである。天候が好適な場合、この場所の水深は約3フィートしかなかった。プロイセン軍のケッペン大佐は、1,800名を率いてそこでスウェーデン軍の後背を突くよう命じられる。レーベン少将指揮下の攻囲軍の大部分が堤防を越え、守備隊に直接突進した一方、この1,800名は腰まで水に浸かりながら夜陰に乗じてスウェーデン軍の防衛線を通過し、守備隊の後背で再び陸に上がった。直後の戦闘で、スウェーデン軍は圧倒される。守備隊の一部は跳ね橋を通り、要塞の内部へ逃れた。その際、逃亡するスウェーデン兵を追って来たプロイセン兵6名が包囲され、捕虜となる。さらに200名のスウェーデン兵が艀を通じて市内に退避したが、残りの450名は捕縛された。また、大砲25門と補給物資が鹵獲されている。翌朝、デューカー大将は出撃を試みたがスウェーデン軍は大きな損害を被り、撃退された。
攻囲戦の最中、1715年11月にアンハルト＝デッサウ侯レオポルト1世の指揮下、リューゲン島が制圧された。このため攻囲軍から、18,600名がルートヴィヒスブルクに向けて分派されている。そこから船に乗り、11月15日にリューゲン島へ送られたのである。同日の夜にも、最初の諸大隊が上陸した。これらの隊はグロース・シュトレーゾウの近くで防備を固めた。続く戦いにおいて、連合軍はスウェーデン軍の突撃に耐え抜く。シュトラールズントから密かにリューゲン島へ移っていたカール12世は敗れ、傷を負って戦場から離脱せざるを得なくなった。その結果、同島は占領され、シュトラールズントはそちらからも攻囲を受けることとなる。
1715年11月22日以降、攻囲軍は町への砲撃を強化し、12月3日から焼夷弾を用いて火災を発生させた。これは要塞に対する、最終的な突撃の準備であった。砲撃の下、12月5日から3個の突撃部隊が要塞の堀の通路へと進む。砲兵が短時間、射撃を休止した後、突撃が始まった。通路のスウェーデン軍守備隊は迅速に撃退される。数度にわたる奪還の試みが失敗した後、スウェーデンの部隊は要塞の内部へ撤退した。通路の制圧とその後の防戦により、連合軍からは500名の死傷者が出ている。
1715年12月16日には要塞を最終的に占領するべく、突破口に砲台を設置する作業が始まった。要塞の無血譲渡を目指した交渉は、カール12世に拒絶される。続いて突破口を利用し、角堡の半数に寄せ手がよじ登って来た。また気温の低下により、水堀が凍結したことも角堡の攻略を容易にした。同年12月17日の午後には、大規模な攻撃が始まる。スウェーデン軍は踏み止まりつつ優勢な敵と戦ったが、大きな損害を被り、200名の捕虜を出し、大砲25門を奪われ、外堡からの撤収を余儀なくされた。寄せ手は100名の戦死者を出したが、その一部は水堀上の薄氷を踏み割って溺死した。他の者は地雷や火薬袋の犠牲となっている。
1715年12月18日、カール12世は1,800名を率いて出撃を敢行した。そして25名の先鋒を来攻したデンマーク軍の陣地へと送る。この攻撃は奇襲となった。そして打撃を受けた突破口へ、一般兵の制服を身に纏ったカール12世は指揮下の部隊とともに突撃する。予備隊を率いていたグロースドルフ将軍は1,000名とともに、急いで混乱に陥ったデンマーク軍の救援に向かい、彼らと力を合わせてスウェーデン軍の攻撃を阻止し、撃退した。この出撃は、ドイツの地でカール12世が取った最後の作戦行動となる。戦場にはスウェーデン軍の戦死者100名が横たわり、70名が捕虜となった。
その後の抗戦が全て失敗に終わったため、カール12世は連合軍に対し5週間の休戦要請を送り届けた。しかし、その軍使は追い返される。カール12世はなおも連合軍の総攻撃を待ち受け、自ら指揮を執ろうと望んでいたが、配下の諸将や大臣から出立を強いられた。
12月19日、カール12世は港に残っていた最後の小さなフリゲート艦に乗り込み、スウェーデンへ帰国を図った。しかし、シュトラールズントの近海ではデンマーク艦隊が哨戒している上に、港も凍結していたため、その帰途も容易ではなかった。
氷を破砕して退路が開かれた後、カール12世らの艦は夜間にデンマーク艦隊の間をすり抜けて脱出した。風向の問題で、デンマーク艦隊はこのフリゲート艦を拿捕することは叶わなかった。その後、同艦はリューゲン島沿岸を航行中に、デンマーク砲兵から大砲12門及び砲台1か所による砲撃を受けた。この攻撃により水兵2名が戦死し、同艦のマストが砕かれた。この攻撃による負傷を免れたカール12世は、外海への到達に成功する。そこで巡洋艦2隻に迎えられ、スコーネ地方へと運ばれたのである。

## 要塞の降伏

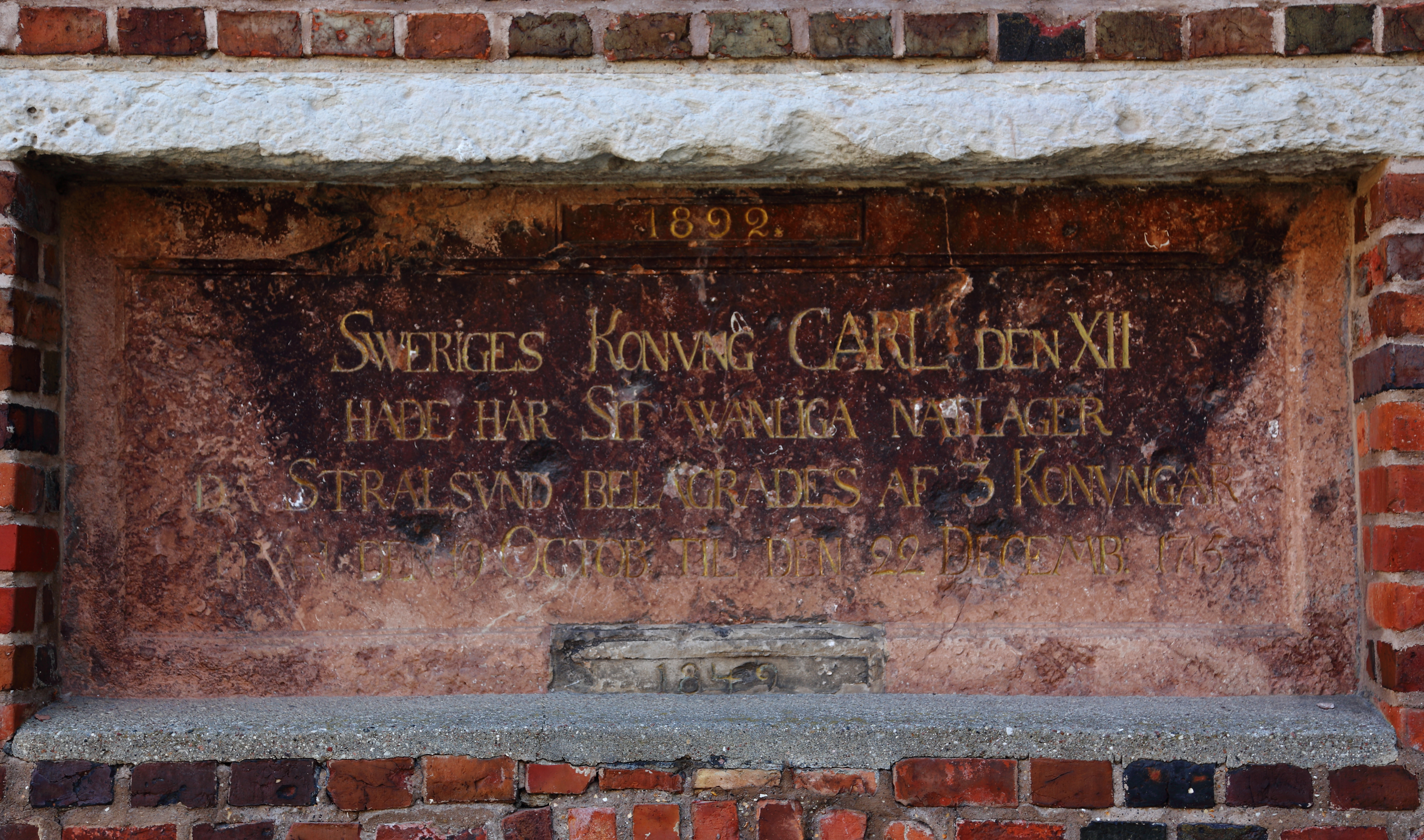
降伏を記念する銘板。

カール12世が町を去った後、攻囲軍は最初の突破口を要塞の主壁に開いた。司令官のデューカー大将は、国王から要塞を明け渡す許可を得ていた。1715年12月22日には、そのための交渉が終わる。6,000名を擁する要塞の守備隊は捕虜となった。交渉の結果に従い、士官117名を含むスウェーデン出身の軍人1,000名は故国への帰還を許可される。残りの軍人は勝利した各国の軍に編入された。要塞の弾薬、大砲や補給物資も攻囲軍が接収した。
それらの戦利品は、各国が分け合った。最も多くを受け取ったのはプロイセン軍である。それに比べれば、デンマーク軍とザクセン軍が受け取った戦利品は少なかった。ザクセン軍は大砲6門、軍旗36本、戦旗2本、いくつかの太鼓、火器333個その他の装備を受け取ることになった。捕虜の内、ザクセン選帝侯フリードリヒ・アウグスト1世は騎兵6個連隊と著しく損耗した歩兵10個連隊、総勢1,250名を得た。その中には将官2名、佐官22名、大尉85名と下級将校142名が含まれていた。兵の内、ザクセン軍の諸連隊に採用されたのは500名に留まり、残りの者は高齢を理由に釈放されている。

## 攻囲戦の影響
シュトラールズントの失陥に続き、1716年に同じく攻囲されていたハンザ都市、ヴィスマールが開城すると、大北方戦争はドイツの地においては終息を迎えた。
1720年、デンマークとスウェーデンの間でフレゼリクスボー講和条約が締結されると、ハンザ都市シュトラールズントは再びスウェーデンの統治下に戻った。

## 文献
- ヘルマン・フォーゲス（ドイツ語版）: Die Belagerung von Stralsund im Jahre 1715, Stettin 1922.
- Samuel F. Seydel: Nachrichten über vaterländische Festungen und Festungskriege, Posen (1819)
- ヨハネス・アントン・ララス（ドイツ語版）: Geschichte des Königlich Sächsischen 6. Infanterie-Regiments Nr. 105 und seine Vorgeschichte 1701 bis 1887. Druck: H. L. Kayser, Strassburg i. E. 1887